# Where Is Kate?

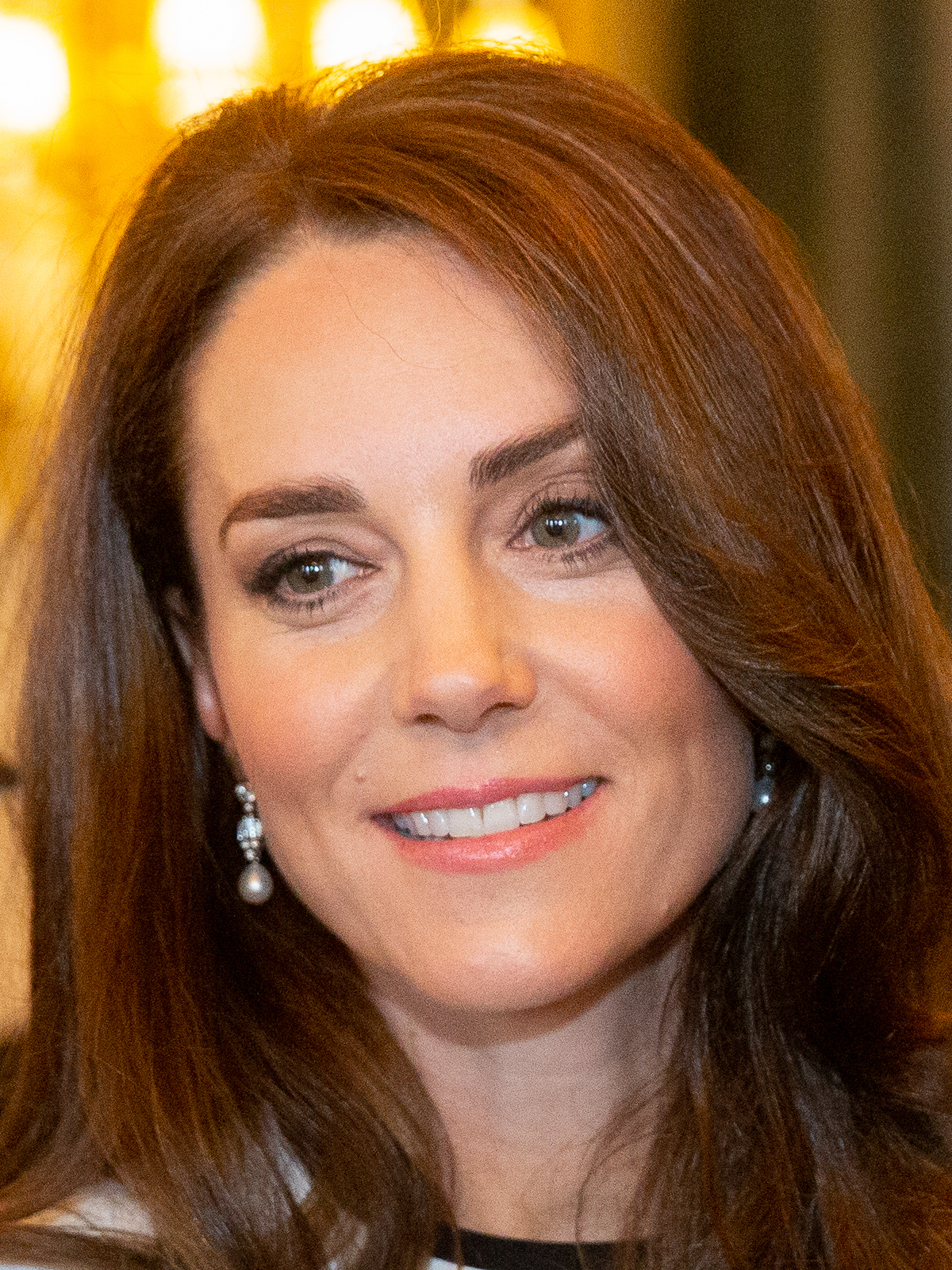
Catarina, Princesa de Gales, em maio de 2023

No início de 2024, surgiram especulações sobre o fato de Catarina, Princesa de Gales (mais conhecida como Kate Middleton) reduzir suas aparições na mídia, num fenômeno da internet conhecido como "Where is Kate?" ("Onde está Kate?"). As especulações ocorreram devido ao estado de saúde e licença médica de Catarina.
Depois de não ser vista em público desde o Natal de 2023, Catarina foi submetida a cirurgia abdominal na The London Clinic em 16 de janeiro de 2024, voltando para casa em Adelaide Cottage em 29 de janeiro. A operação foi considerada planejada, bem-sucedida e não relacionada a câncer. As especulações sobre o seu estado de saúde aumentaram depois que seu marido, Guilherme, Príncipe de Gales, retirou-se repentinamente do serviço memorial de Constantino II da Grécia, seu padrinho, no dia 27 de fevereiro, pelo que foi descrito como um "assunto pessoal".
Em 10 de março, Dia das Mães no Reino Unido, o Palácio de Kensington divulgou uma fotografia de Catarina e seus filhos. A fotografia foi retirada por várias agências importantes após serem encontradas inconsistências na imagem. No dia seguinte, Catarina admitiu ter editado a fotografia e pediu desculpas. Vários comentaristas e meios de comunicação referiram-se às teorias da conspiração em torno de sua ausência como "Katespiracies", e à controvérsia de fotografia como "Kategate".
Em 22 de março, Catarina anunciou em um discurso pré-gravado na televisão que estava sendo submetida a um tratamento preventivo de quimioterapia após um diagnóstico de câncer, que foi encontrado após sua cirurgia em janeiro. Afirmou ainda que tem passado tempo com o marido, explicando adequadamente a situação e tranquilizando os seus três filhos pequenos. Catarina foi recebida com elogios por seu anúncio, e as especulações e teorias da conspiração anteriores foram condenadas.